# Leetonia, Ohio
Leetonia là một làng thuộc quận Columbiana, tiểu bang Ohio, Hoa Kỳ. Năm 2010, dân số của làng này là 1959 người.

## Dân số
- Dân số năm 2000: 2043 người.
- Dân số năm 2010: 1959 người.